# Save (grad)
Save (perz. ساوه, ili Sava) je grad u pokrajini Markazi na sjeveru Irana. Nalazi se 120 km sjeveroistočno od Araka, 120 km jugozapadno od Teherana, te 60 km sjeverozapadno od Koma. Okolicom grada prevladava hladna stepska klima (BSk) s prosječnom godišnjom temperaturom od 16,6 °C odnosno količinom padalina od 223 mm. Grad je zemljopisno smješten u dolini prema zapadu omeđenom planinama Kuh-e Majlom (2236 m) i Kuh-e Šah-Pasandom (2755 m) i povijesno je predstavljao važno čvorište s obzirom na to da se nalazio na putu koji je povezivao Hamadan i Kermanšah na zapadu s Rajom i Damganom na istoku. Pretpostavlja se da je bio naseljen još tijekom medijskog razdoblja (8. − 6. st. pr. Kr.). Prema legendi iz ranoislamskog doba, oko grada Sava je nekada postojalo veliko jezero koje je naglo presušilo zbog potresa na noć Muhamedovog rođenja. Danas postoje znanstvene indicije da su obližnja jezera Hovz-e Soltan i Namak nekada bili homogena vodena masa, a potonje se također naziva i Savskim jezerom. Oko 37 km od grada nalazi se brana Band-e Save (dosl. Savska brana, mjesno i Abasova brana) visine 40 m čija se gradnja seže u ilhanidsko (13. − 14. st.) odnosno obnova u safavidsko razdoblje (oko 1600. godine). Zbog velike rupe pri dnu brana je danas nerabljiva. Južno od grada nalazi se i tvrđava s dobro očuvanom palačom koju su podigli asasini. Najpoznatija povijesna znamenitost u samom gradu je Saborna džamija iz seldžučkog razdoblja odnosno 11. stoljeća, s kupolom dijametra 16 m i kufskim ornamentima. Godine 1119., za vrijeme seldžučkih dinastijskih sukoba, kod Sava su se sukobile vojske Mahmuda II. i Ahmada Sandžara. U 13. stoljeću Save je posjetio Marko Polo zabilježivši proizvodnju pamuka i tri velike grobnice koje je pripisao biblijskim magima. Gradsko gospodarstvo danas se temelji na industriji i poljoprivredi, poglavito uzgoju pšenice, pamuka, šipka i dinja. Nekoliko kilometara sjeverno smješten je veliki industrijski grad Kave. Save je prometno dobro povezan s ostatkom zemlje: autocesta 6 i državna cesta 48 povezuju ga s Hamadanom na zapadu, a autocesta 5 s Teheranom na sjeveroistoku odnosno Arakom na jugozapadu. Usporedno s njom proteže se i cesta 65 sve do Salafčegana odakle nastavlja u smjeru Isfahana. Prema popisu stanovništva iz 2006. godine u Savi je živjelo 180.548 ljudi.

## Galerija
- Imamzade sajeda Ešaka
- Saborna džamija
- Trg Sardaran
- Tvrđava Kale-Dohtar
- Islamsko slobodno sveučilište

## Unutarnje poveznice
- Markazi

## Vanjske poveznice
- (perz.) Službene stranice grada Sava

Ostali projekti
|  | Zajednički poslužitelj ima još gradiva o temi Save |